# 이양지
이양지(李良枝, 1955년 3월 15일~1992년 5월 22일)는 일본의 소설가이다. 재일 한국인 2세 출신으로, 일본으로 귀화 후 뒤에는 다나카 요시에(田中淑枝)라는 이름을 사용했다.
1988년에 그녀의 작품인 《유희》로 제100회 아쿠타가와상을 수상하게 되며, 이회성에 이어 재일 한국인으로는 두 번째 수상자가 되었다.

## 참고 자료
- SHIN Eunju (申銀珠). “ソウルの異邦人、その周辺一李艮枝「由煕」をめぐって (Portrait of a Foreigner's World in Seoul: Yuhi by Yi Yangji)” (PDF). Niigata University of International and Information Studies. 2007년 6월 16일에 원본 문서 (PDF)에서 보존된 문서.